# 決戰境外
決戰境外，由中華民國總統陳水扁提出的防禦戰略構想，成為中華民國國軍的戰略方針之一。這個戰略的構想，是強化台灣的海軍與空軍實力，取得在台灣海峽的空中優勢與海上優勢，將雙方交戰的戰場設定在中國的福建省與浙江省沿海，讓中華人民共和國軍隊無法越過海峽中線，無法進行登陸作戰。這個戰略隱含了预防性战争的想法，在中華人民共和國在福建省與浙江省開始集結軍隊時，台灣方面取得情報後，可以利用海軍與空軍優勢，在中國軍隊還在中國國土時，進行先制攻擊，阻止戰爭擴及台灣國土境內。
在蔡英文總統任內，這個戰略被慢慢被豪豬戰略取代。

## 概論
決戰境外的戰略構想來自蔣中正與蔣經國時代的反攻大陸戰略，在蔣經國總統任期後期，反攻大陸的想法慢慢被放棄，改變為防禦性的反渡海作戰，以阻止中國軍隊越過台灣海峽進攻台灣為主要目標。
在陳水扁總統任內，由湯曜明，程士瑜將軍等人，建立了決戰境外戰略。由於台灣缺少防禦縱深，如果放任中國軍隊侵入海峽中線，台灣的防禦空間變得更為受限。這個戰略採用美軍反介入/區域拒止（A2/AD）以及《孫子兵法》「擊敵於半渡」的想法，希望以長程飛彈，戰機與巡洋艦組成的火力網，將戰場外推到中國境內，在中國國土內就擊敗中國軍隊，防止他們進行登陸作戰，攻進台灣本島。

## 軍事手段
美國在2004年的《中華人民共和國軍力報告》中，曾經提出台灣可以攻擊中國三峽大壩的戰爭假定。在陳水扁總統任內研發的中長程雲峰飛彈。這項研發案在馬英九總統任內被擱置，在蔡英文總統當選後重啟研發，並順利量產。其射程半徑覆蓋至中國北京，可用來攻擊中國大部份城市，或攻擊中國三峽大壩。